# Jan Kruszyński (lekarz)
Jan Kruszyński (ur. 1903 w Wilnie, zm. 14 października 1967 w Liverpoolu) – polski i brytyjski lekarz, histolog i embriolog.

## Życiorys
W 1927 ukończył studia na Wydziale Lekarskim Uniwersytetu Stefana Batorego we Lwowie, Już na drugim roku studiów zwrócił na siebie uwagę prof. Jerzego Aleksandrowicza, który w uznaniu osiągnięć zaproponował mu stanowisko młodszego asystenta w Katedrze Histologii. W 1930 Jan Kruszyński przedstawił i obronił pracę doktorską, a w 1936 habilitował się z zakresu histologii i embriologii. Po wkroczeniu Armii Czerwonej do Wilna został aresztowany, uwięziony, a następnie zesłany w głąb Związku Radzieckiego. W 1941 został zwolniony w wyniku amnestii, przedostał się do miejsca tworzenia Armii Polskiej, w której został lekarzem wojskowym. Przeszedł szlak bojowych, przeprawę przez Morze Kaspijskie, Persję, Irak, Palestynę i Egipt. W 1947 został ewakuowany do Wielkiej Brytanii, gdzie rozpoczął pracę asystenta wykładowcy z zakresu histologii na Uniwersytecie w Liverpoolu. W 1950 awansował na stanowisko wykładowcy, a w 1963 starszego wykładowcy. Posiadał szeroką wiedzę z zakresu histologii, poza pracą pedagogiczną pełnił funkcję konsultanta. Pozostawił dorobek naukowy w postaci 21 prac naukowych. 